# Jakutskaja lajka
Jakutskaja lajka (Якутская Лайка) är en hundras från Sacha i Sibirien. Den är en nordlig jaktspets som tidigare räknades som en variant av östsibirisk lajka. Den används både som slädhund och jakthund.